# Tymek i Mistrz
Tymek i Mistrz – polska humorystyczna seria komiksowa dla dzieci autorstwa Rafała Skarżyckiego (scenariusz) i Tomasza Lwa Leśniaka (rysunki). Początkowo komiks ukazywał się w odcinkach w czasopiśmie „Komiksowo” (lata 2002–2004). W latach 2003–2005 epizody te zebrano w formie 40-stronicowych albumów, publikowanych przez Egmont Polska. Następnie w latach 2016–2017 Kultura Gniewu pod imprintem Krótkie Gatki wydała całość Tymka i Mistrza w formie 3-tomowego wydania zbiorczego, uwzględniając także nieopublikowane dotychczas epizody.
Seria opowiada o perypetiach czarnoksiężnika Mistrza i jego młodocianego ucznia Tymka. Ich przygody często związane są z nauką magii, ekspedycjami, pomocą potrzebującym osobom i podstępami złych czarodziejów: Psuja i Popsuja. 
Komiksy są głównie dwustronicowymi historyjkami, ale w ramach albumów pojawiło się parę nieco dłuższych historii, między innymi pierwszy odcinek został rozbudowany o kilka stron. W komiksie dominuje humor słowny i jest w nim sporo bajkowych motywów i postaci (np. czarownice, krasnoludki, wilkołaki). Dużą rolę w przygodach Tymka i Mistrza gra narracja, której postacie są świadome. Są także świadome czytelników, autorów i faktu, iż otaczający ich świat jest komiksem. Mimo że akcja dzieje się w okołośredniowiecznych czasach, wielokrotnie pojawia się sporo współczesnych elementów (np. współczesna reporterka i kamerzysta). W wydaniach albumowych na ostatniej stronie Tymek demonstruje młodszym czytelnikom różne magiczne sztuczki.

## Postacie
- Tymek – uczeń Mistrza. Rudowłosy chłopiec w okularach, ubierający się w zieloną koszulkę i dżinsy. Jest bardzo zaangażowany w naukę magii. Po pewnym czasie sam zaczął demonstrować zdolności magiczne. Bardzo często okazuje się być inteligentniejszym od swojego nauczyciela i wielokrotnie to on wyciąga go z opresji. Jako żart różne osoby często przekręcają jego imię.
- Mistrz – nauczyciel Tymka. Ma długą siwą brodę, do której jest bardzo przywiązany, haczykowaty nos i wystające zęby. W przeszłości nosił bujną blond czuprynę, obecnie jest wyłysiały. Ubiera się w niebieską szatę w białe gwiazdki. Najsławniejszy czarodziej na świecie, przez co momentami ujawnia się jego wysokie ego. Często okazuje się być bardzo roztrzepany bądź dziecinny i niekiedy pakuje zarówno siebie jak i swojego ucznia w rozmaite opresje. Okazyjnie buduje różne wynalazki bądź prowadzi eksperymenty. Rozmaici ludzie bądź bajkowe/fantastyczne istoty przychodzą do niego po porady i pomoc. W kilku historiach mistrz opowiada o różnych przygodach z czasów swojej młodości.
- Psuj – najpotężniejszy zły czarodziej na świecie. Jest łysy, nosi krótki czarny zarost i ma wystające zęby. Ubiera się w czarną szatę. Od dzieciństwa jest zazdrosny o Mistrza i chce udowodnić, iż jest magiem potężniejszym od niego. Często wyzywa go na pojedynki bądź próbuje go po prostu zniszczyć, co nigdy mu się nie udaje.
- Popsuj – równie zły uczeń Psuja. Ma czarne rozwichrzone włosy i wystające zęby. Tak jak jego nauczyciel ubiera się na czarno. Jest w wieku Tymka. Jest bardzo gapowaty i niekiedy niemądry, czym doprowadza do furii Psuja. Ma wadę wymowy, tj. sepleni.
- Król – władca krainy, w której mieszkają Tymek i Mistrz. Bardzo często prosi Mistrza o pomoc w rozwiązaniu swoich problemów. Zazwyczaj dotyczą członków jego rodziny bądź problemów w jego królestwie.
- Narrator – odpowiada za narrację wydarzeń w komiksie. O jego istnieniu doskonale wiedzą Tymek i Mistrz i są zdziwieni, gdy nie ma narracji. W jednym odcinku miał chore gardło, przez co nie mógł relacjonować przygód.
- Autorzy – wspominani wielokrotnie przez bohaterów twórcy komiksu. Tymek i Mistrz nie lubią, gdy autorzy pakują ich w niekorzystne dla nich przygody. W kilku odcinkach pojawili się fizycznie na kartach komiksu.

### Albumy
- Uczeń czarnoksiężnika (2003, wyd. Egmont Polska)
- Pojedynek magów (2003, wyd. Egmont Polska)
- Strachy na lachy (2003, wyd. Egmont Polska)
- Wyprawa na koniec świata (2004, wyd. Egmont Polska)
- Król kłopotów (2004, wyd. Egmont Polska)
- Perpetuum mobile (2005, wyd. Egmont Polska)

### Wydanie zbiorcze
- Tymek i Mistrz, tom 1 – (2016, Kultura Gniewu)
- Tymek i Mistrz, tom 2 – (2016, Kultura Gniewu)
- Tymek i Mistrz, tom 3 – (2017, Kultura Gniewu)